# Sarah Vinci
Sarah Vinci (nascida em 4 de dezembro de 1991) é uma atleta paralímpica australiana que compete na modalidade basquetebol em cadeira de rodas.
Vinci conquistou a medalha de prata nos Jogos Paralímpicos de Verão de 2012 em Londres, com a equipe nacional da mesma modalidade comandada pelo treinador John Triscari.
Na Copa Osaka de 2013, realizada no Japão, Vinci e a sua equipe, Gliders, defenderam com sucesso o título que já havia conquistado anteriormente em 2008, 2009, 2010 e 2012.
É natural de Perth, Austrália Ocidental, e tem espinha bífida. Desde 2013 reside em Spearwood, Austrália Ocidental, e é uma estudante.

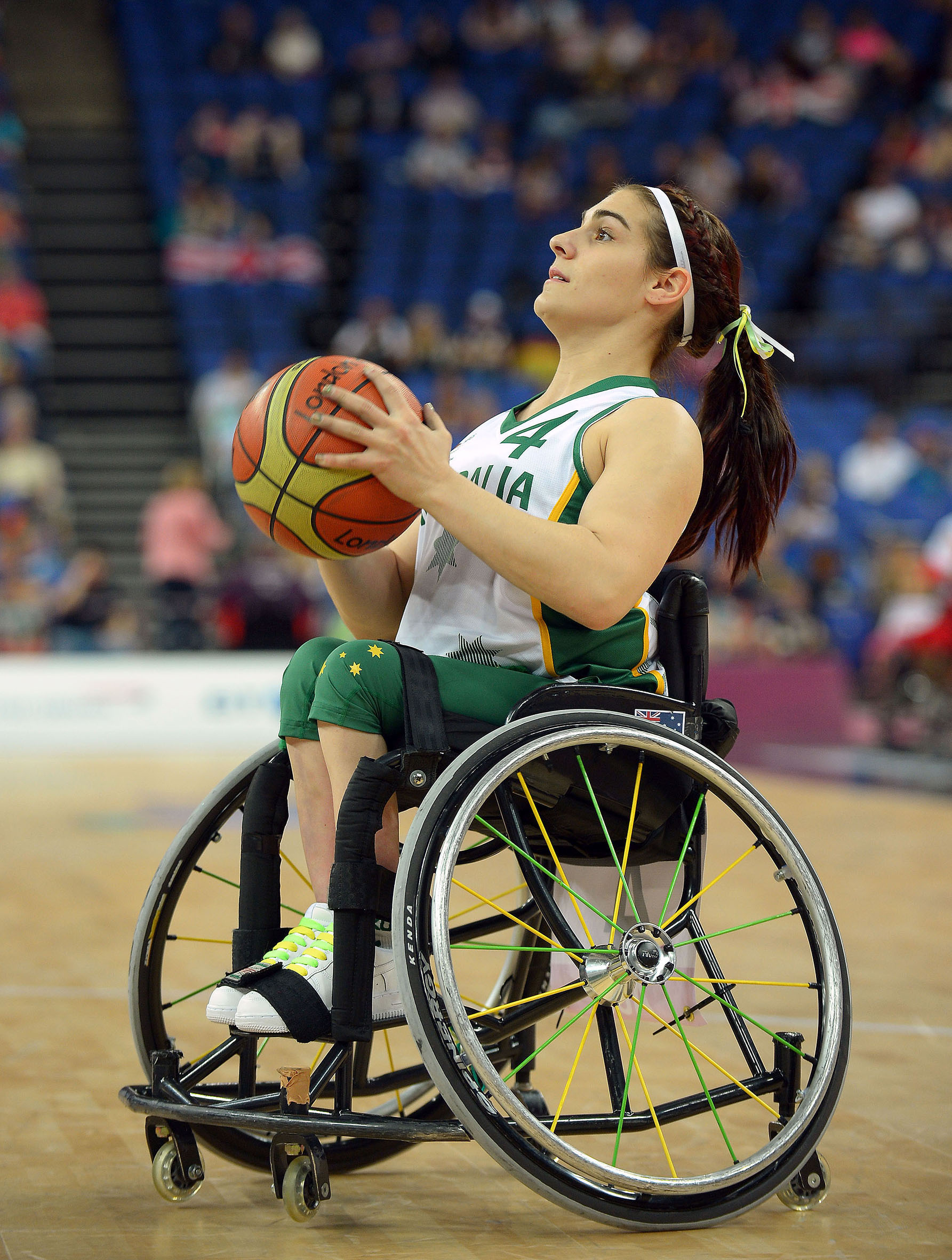
Vinci durante os Jogos Paralímpicos de Londres 2012.